# Olki
Olki [pronunciación en polaco: /ˈɔlki/] es un pueblo ubicado en el distrito administrativo de Gmina Sypniewo, dentro del Condado de Maków, Voivodato de Mazovia, en el este de Polonia central. Se encuentra aproximadamente a 22 kilómetros al noreste de Maków Mazowiecki y a 93 kilómetros al norte de Varsovia.